# Britton Johnsen
Britton Johnsen, est un joueur américain de basket-ball, né le 8 juillet 1979 à Salt Lake City. Il évolue au poste d'ailier fort.

## Biographie
Formé à Utah, il a joué en NBA en 2004-2005 avec les Charlotte Hornets. Il a une petite expérience européenne : 2 passages par Alicante (9 matches, 10,4 points, 3,8 rebonds) et Pannelinios (8 matches, 14 points à 55 %, 7 rebonds).
Il signe à Pau-Orthez pour la saison 2006-2007 et il dispute le Championnat et l'Euroligue.

### Clubs successifs
- 1997 - 1998 :  University of Utah (NCAA I)
- 1998 - 2000 : Latter-day Saints church
- 2000 - 2003 :  University of Utah (NCAA I)
- 2003 : Drafté par les Gary Steelheads (CBA) au 3e tour, 19e choix
- 2003 - 2004 : 
  -  Fayetteville Patriots (CBA)
  -  Orlando Magic (NBA)
- 2004 - 2005 : 
  -  Indiana Pacers (NBA)
  -  Idaho Stampede (CBA)
- 2005 - 2006 : 
  -  Etosa Alicante (Liga ACB)
  -  Panellinios Athènes (ESAKE)
- 2006 - 2007 :  Pau-Orthez (Pro A)
- 2008 :  Galatasaray (première division)

### Palmarès
- Vainqueur de la Coupe de France : 2007

#### Distinctions personnelles
- Participation au All-Star Game CBA en 2005
- All-NBDL Second Team 2004